# Moulin Casgrain-Lévesque
Le moulin Casgrain-Lévesque est un moulins à eau situé à Saint-Pacôme au Québec (Canada). Il a été cité monument historique en 2003.

## Identification
- Nom du bâtiment : Moulin Casgrain-Lévesque
- Adresse civique :
- Municipalité : Saint-Pacôme
- Propriété :

## Construction
- Date de construction : 1840

## Mise en valeur
- Constat de mise en valeur :
- Site d'origine : Oui
- Constat sommaire d'intégrité :
- Responsable :